# Tambov (tỉnh)

Tambov Oblast (tiếng Nga:Тамбо́вская о́бласть, Tambovskaya oblast) là một chủ thể liên bang của Nga (một tỉnh). Trung tâm hành chính là thành phố Tambov.

## Liên kết
- (tiếng Nga) Photos of Tambov and Tambov Oblast
- "Tambov (government)" . Encyclopædia Britannica (ấn bản thứ 11). 1911.